# Ospreys
Ospreys (wal. Y Gweilch, pol. „Rybołowy”; do 2005 r. jako Neath-Swansea Ospreys, wal. Gweilch Tawe-Nedd) – jeden z czterech profesjonalnych klubów rugby union w Walii. Drużyna występuje w lidze United Rugby Championship. Zespół jest współwłasnością klubów Neath R.F.C. i Swansea R.F.C.

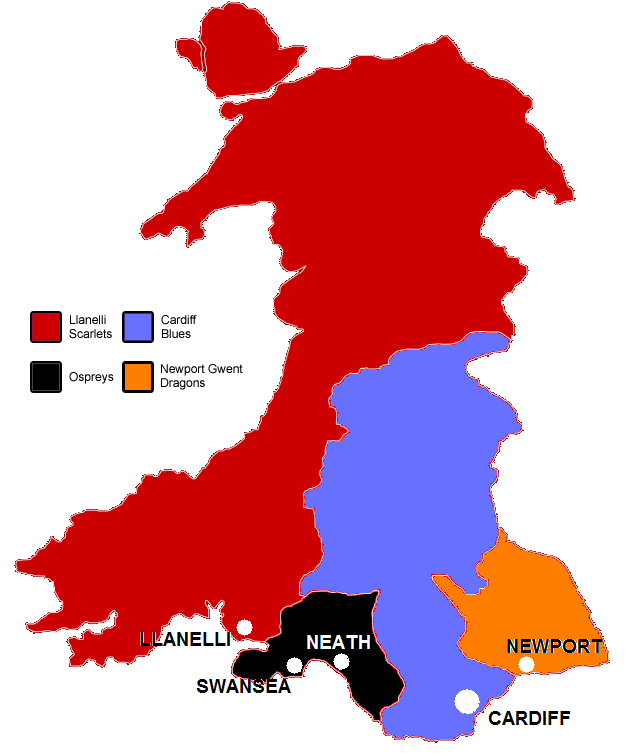
Walia podzielona na tereny podległe drużynom – teren przynależny do Ospreys w kolorze czarnym

## Historia
Gdy w 2003 roku powoływano w Walii pięć profesjonalnych drużyn rugby, sięgnięto po rozwiązania z Irlandii, czy też krajów południowej półkuli, takich jaki Południowa Afryka, Australia, czy Nowa Zelandia. Terytorium Walii podzielono na pięć części, z których każda przypadała jednemu zawodowemu klubowi. Ospreys początkowo mieli obejmować swoim patronatem Neath Port Talbot, Swansea, i Górną Dolinę Swansea. Po likwidacji jednej z drużyn i późniejszej korekcie „granic”, terytorium Ospreys powiększono o położone na wschód tereny Bridgend i Ogmore.
Od sezonu 2005/2006 drużyna występuje pod skróconą nazwą Ospreys pomijając nazwę miasta. Związane było to częściowo z przyłączeniem terenów oddalonych od Neath i Swansea, a po części wzorowane było na franczyzach z południowej półkuli.

## Stadion
Zespół swoje spotkania rozgrywa w Swansea na otwartym w 2005 roku Liberty Stadium.

## Największe sukcesy
- Pro14: czterokrotnie mistrzostwo (w sezonach 2004/2005, 2006/2007, 2009/2010 i 2011/2012), dwukrotnie półfinał (w sezonach 2010/2011, 2014/2015)
- Puchar Anglo-Walijski: raz mistrzostwo (w sezonie 2007/2008), raz finał (w sezonie 2006/2007)

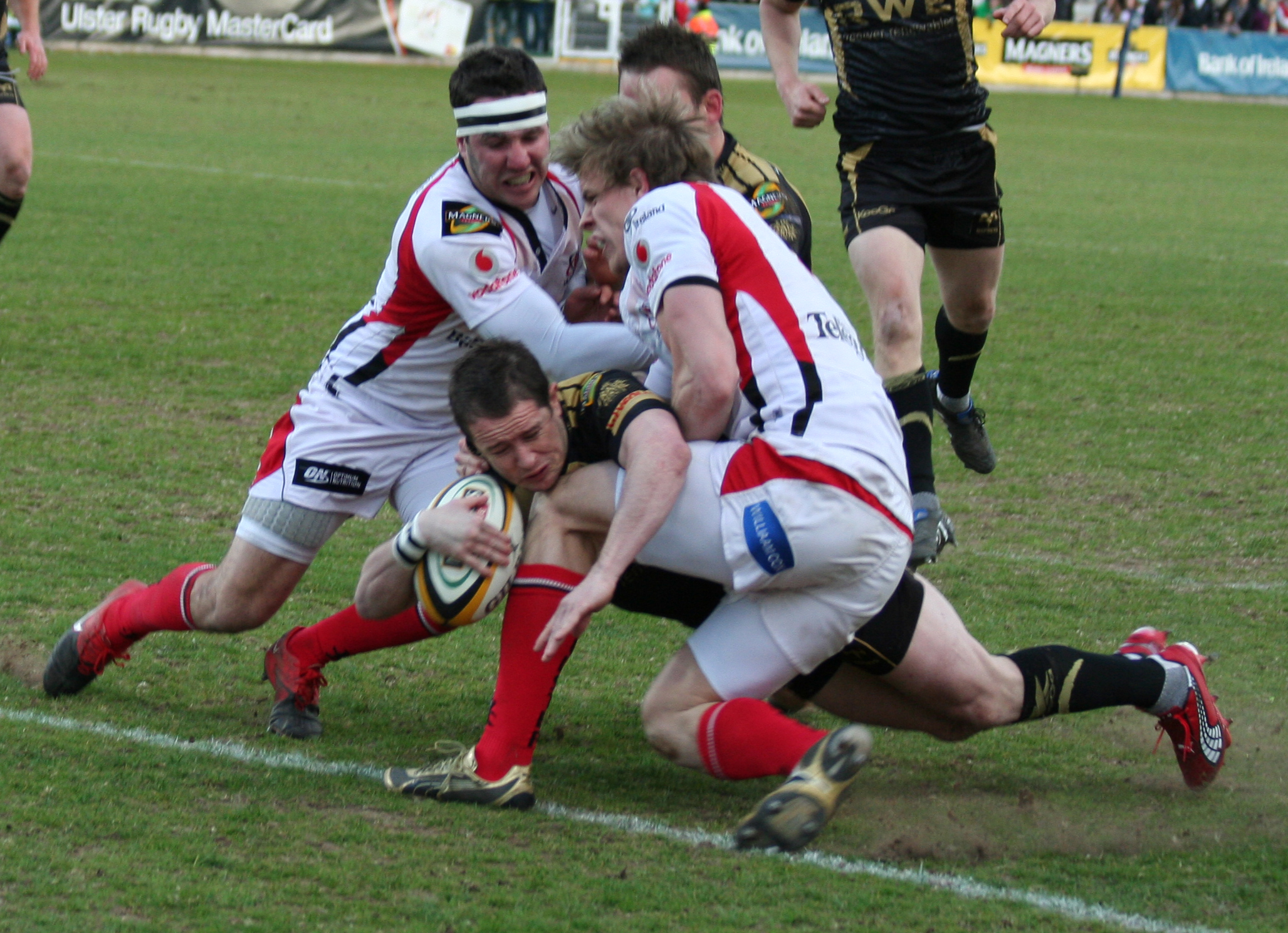
Shane Williams zdobywający przyłożenie dla Ospreys